# Torre dels Soldats (Avinyó)
La Torre dels Soldats, originàriament anomenada torre del serrat de l'Oliva, és una torre de telegrafia òptica militar situada al municipi d'Avinyó (Bages). Fou construïda l'any 1851 i restaurada l'any 2013. Situada al turó de Solells de la Posa a 400m d'altitud.

## Descripció
Torre de planta quadrada de 5,5 metres de costat i 7,5 metres d'alçària, amb tres nivells separats per impostes. A la planta baixa el mur és atalussat i recolza sobre la roca natural. En aquesta planta, a les façanes de llevant, tramuntana i migdia, hi ha un total de dotze espitlleres.
Al damunt del terrat és on se situava el telègraf. La planta baixa estava rodejada per un cos defensiu que li cobria la paret del costat de Relat, i parcialment, les parets del cantó de Sant Feliu i d'Avinyó. La porta d'entrada i accés a la torre estava situada al primer pis, a la cara d'Oló. A la paret oposada hi ha l'única finestra de la torre. Les parets són murs de maçoneria de pedra i morter de calç, torre erigida per facilitar les comunicacions i allotjar una petita guarnició per a la defensa del territori. Comunica amb la torre anterior d'Artés amb una distància de 8,2 km i amb la torre posterior de Sant Feliu Sasserra a 9,2 km.
A ponent s'hi adosa un fortí on s'hi allotjaven els soldats. Es tracta d'un edifici d'una sola planta rectangular de 55 m², amb la coberta desapareguda, que seria de teula a tres vessants.

## Història
Existia una torre anterior que comunicava les torres d'Artés i Sant Feliu de Sasserra, situada a l'angle SW de la Casa Plans, al terme municipal de Santa Maria d'Oló. En esfondrar-se aquesta torre, es va optar per construir l'actual amb accessibilitat més bona i conservant les òptiques visuals amb les torres anterior i posterior. La nova construcció va costar 12.000 rals de l'època.
No es disposa, de moment, de cap document de l'època que de manera directa mencioni la data de construcció de la Torre dels Soldat. El més probable és que fos construïda en la primera meitat de l'any 1849. Hi ha les dates de construcció d'algunes torres de la mateixa línia que la d'Avinyó: el telègraf d'Orís va ser instal·lat el mes de gener de 1849, pel febrer es treballava en el del Santuari de Els Munts i el de Prats fou acabat a mig mes de març del mateix any. La Generalitat de Catalunya la té catalogada amb data de 1854. Una data també possible si es té en compte que la xarxa no es desmantellà fins al 1862 i que durant aquest període s'anaren fent algunes ampliacions. Tampoc hi ha hi ha documentació sobre el grau de funcionament (nombre de missatges tramesos) de la xarxa catalana de telègraf òptic militar, ni, en particular, de la Torre dels Soldats. El cert és que a l'estiu de 1849 un cop acabada la construcció de la xarxa es va acabar també la Guerra dels Matiners. Tot i així la xarxa no fou desmuntada fins a l'any 1862. És de suposar que durant aquests anys en els quals la pacificació no era total hagués continuat funcionant. Alguns historiadors mencionen que durant la Tercera guerra carlina algunes d'aquestes torres foren reutilitzades com a punt de vigilància i control. Hi ha torres que mostren modificacions posteriors per a reforçar la seva defensa.
La torre és de propietat particular, amb conveni de cessió a l'Ajuntament d'Avinyó. La Diputació de Barcelona efectuà obres de restauració de la torre entre el novembre de 2013 i febrer de 2014, i del fortí annex entre el 2019 i 2020.
Pertanyia a la desapareguda xarxa de telegrafia òptica de Catalunya, construïda per l'exèrcit liberal durant la Segona Guerra Carlina (Guerra dels Matiners). La torre formava part de la línia línia que començava a Barcelona i continuava cap a Vic per tornar a Barcelona era: Montjuïc (Barcelona) / Sant Pere Màrtir / Molins de Rei / Martorell / Esparreguera / Collbató / Can Maçana (bifurcació cap a Lleida) / Sant Salvador de Guardiola / Manresa (bifurcació cap a Solsona) / Sant Fruitós / Artés / Avinyó / Sant Feliu Sasserra / Prats de Lluçanès / Perafita / Santuari dels Munts / Orís / Sant Hipòlit de Voltregà / Vic (bifurcació cap a Olot) / Tona / Centelles / Puig-graciós / Granollers / Montornès / Sabadell / Montcada / Barcelona.
La línia telegràfica estava formada per un a successió de torres situades estratègicament en llocs elevats i ben visibles i amb una separació entre torres veïnes inferior als 10 km, per facilitar la visió entre elles. En elles se situava el telègraf: artefacte mecànic format per una sèrie de pals i boles accionats per cables i politges que el responsable movia des de l'interior de la torre. Cada disposició de les boles i pals significava un codi, generalment un número o lletra, que representava una paraula o frase. Cada senyal o codi es reproduïa d'una torre a l'altra, fins a arribar al seu destí.

## Referènci[4]es
1. 1 2 3 4  «Avinyó. Restauració de la torre dels soldats».   Diputació de Barcelona, 2022.
2. 1 2 3  Len i Currius, Lluís; Perarnau i Llorenç, Jaume. La telegrafia òptica a Catalunya.  Barcelona: Rafael Dalmau, 2004, p. 114-115. ISBN 8423206726.
3. ↑   «Història i patrimoni: La Torre dels Soldats». Avinyó Informa, 2012, pàg. 28.
4. ↑  «Torre dels Soldats d'Avinyó».